# Cryptothelea acacienta
Cryptothelea acacienta är en fjärilsart som beskrevs av Ramnik Arora och Dolla 1965. Cryptothelea acacienta ingår i släktet Cryptothelea och familjen säckspinnare. Inga underarter finns listade i Catalogue of Life.